# Cantonul Rouen-7
Cantonul Rouen-7 este un canton din arondismentul Rouen, departamentul Seine-Maritime, regiunea Haute-Normandie, Franța.

## Comune
- Rouen (parțial)